# Heaven and Hell
„Heaven and Hell” (Рај и пакао) је пети албум грчког композитора и извођача Вангелиса. Издат је 1975. године и добио бројне награде широм света. Албум има класични призвук, у супротности са прогресивним роком на оба претходна албума.
Овај албум је уједно и први урађен у сарадњи са музичаром Јоном Андерсоном. Heaven and Hell је био први албум који је Вангелис компоновао и снимио у свом новом студију Nemo Studios у Лондону, студио је коришћен између 1975. и 1987. године.

## Списак песама
Први део:
- - "Bacchanale" – 4:40
  - "Symphony to the Powers B" (Movements 1 and 2) – 8:18
  - "Movement 3" (from "Symphony to the Powers B") – 4:03
  - "So Long Ago, So Clear" – 5:00

Други део:
- - "Intestinal Bat" – 3:18
  - "Needles and Bones" – 3:22
  - "12 O'Clock" (два дела) – 8:48
  - "Aries" – 2:05
  - "A Way" – 3:45